# Sancho Busto de Villegas
Sancho Busto de Villegas (Ocaña, ?-Madrid, 19 de enero de 1581) fue un religioso español, gobernador del arzobispado de Toledo y obispo de Ávila.

## Biografía
Hijo de Andrés de Bustos y de Mencia de Villegas, se formó en la Universidad de Salamanca y fue colegial de Santa Cruz de Valladolid. Tomó los hábitos el 17 de febrero de 1554. Licenciado en cánones en 1560, fue oidor de la Chancillería vallisoletana, promovido en 1564 como miembro del Consejo de la Suprema Inquisición. En 1569 fue nombrado gobernador del arzobispado de Toledo, en ausencia del titular, fray Bartolomé de Carranza. Después fue canónigo de Sevilla y obispo de Ávila, puesto del que tomó posesión el 2 de febrero de 1579. Durante el tiempo que ocupó la sede abulense se erigió el colegio jesuita de Arévalo. Murió en Madrid el 19 de enero de 1581 y enterrado en su ciudad natal, en la capilla de la Concepción del convento de Nuestra Señora de la Esperanza, sin epitafio.